# Aristida brevisubulata
Aristida brevisubulata là một loài thực vật có hoa trong họ Hòa thảo. Loài này được (Maire) Maire mô tả khoa học đầu tiên năm 1941.